# Bourréac
Bourréac település Franciaországban, Hautes-Pyrénées megyében. Lakosainak száma 118 fő (2022. január 1.). Bourréac Arcizac-ez-Angles, Escoubès-Pouts, Julos, Lézignan és Paréac községekkel határos.

## Népesség
A település népességének változása:
| Lakosok száma | 92   | 107  | 109  | 108  | 109  | 111  | 112  | 112  | 118  |
|               | 2013 | 2015 | 2016 | 2017 | 2018 | 2019 | 2020 | 2021 | 2022 |